# Dina Averina
Pour les articles homonymes, voir Averina.
Dina Averina, née le 13 août 1998 à Zavoljie, est une gymnaste rythmique russe. Elle est la cinquième gymnaste à avoir remporté 4 titres de championne du monde du concours général d'affiliée (2017, 2018 , 2019 et 2021). En 2021, elle participe aux Jeux olympiques d'été à Tokyo où elle remporte la médaille d'argent au concours général individuel.

## Carrière
Elle est la sœur jumelle d'Arina Averina. 
L'année 2017 voit Dina Averina se construire un palmarès avec cinq médailles aux Championnats du monde de gymnastique rythmique 2017 (trois médailles d'or au concours général, au cerceau et aux massues et deux médailles d'argent au ballon et au ruban), quatre médailles aux Championnats d'Europe de gymnastique artistique 2017 (trois médailles d'or au ruban, au cerceau et par équipes et une médaille d'argent aux massues) et quatre médailles aux Jeux mondiaux de 2017 (une médaille d'or aux massues et trois médailles d'argent au cerceau, au ballon et au ruban).
En 2018, elle remporte l'argent du concours général individuel aux Championnats d'Europe ; elle obtient aux Mondiaux de 2018 la médaille d'or au concours général par équipes, au concours général individuel, au cerceau, au ballon et aux massues.
Aux Championnats d'Europe de gymnastique rythmique 2019, elle est médaillée d'or par équipes, au cerceau et au ruban et médaillée d'argent aux massues.
Elle est médaillée d'or au concours général individuel, au cerceau et au ruban et médaillée d'argent aux massues aux Jeux européens de 2019.

## Palmarès

### Jeux olympiques
- Tokyo 2020 (2021)
  -  Médaille d'argent au concours général individuel.

### Championnats du monde
- Pesaro 2017
  -  Médaille d'or au concours général individuel.
  -  Médaille d'or au cerceau.
  -  Médaille d'or aux massues.
  -  Médaille d'argent au ballon.
  -  Médaille d'argent au ruban.

- Sofia 2018
  -  Médaille d'or au concours général individuel.
  -  Médaille d'or par équipe.
  -  Médaille d'or au ballon.
  -  Médaille d'or aux massues.
  -  Médaille d'or au cerceau.

- Bakou 2019
  -  Médaille d'or au concours général individuel.
  -  Médaille d'or par équipe.
  -  Médaille d'or au ballon.
  -  Médaille d'or aux massues.
  -  Médaille d'or au ruban.
  -  Médaille de bronze au cerceau.

- Kitakyushu 2021
  -  Médaille d'or au concours général individuel.
  -  Médaille d'or par équipe.
  -  Médaille d'or au cerceau.
  -  Médaille d'or au ballon.
  -  Médaille d'or aux massues.
  -  Médaille d'argent au ruban.

### Championnats d'Europe
- Budapest 2017
  -  Médaille d'or par équipe.
  -  Médaille d'or au cerceau.
  -  Médaille d'or au ruban.
  -  Médaille d'argent aux massues.

- Guadalajara 2018
  -  Médaille d'argent au concours général individuel.

- Bakou 2019
  -  Médaille d'or par équipe.
  -  Médaille d'or au cerceau.
  -  Médaille d'or au ruban.
  -  Médaille d'argent aux massues.

- Varna 2021.
  -  Médaille d'or par équipe.
  -  Médaille d'or au cerceau.
  -  Médaille d'or au ballon.
  -  Médaille d'or au ruban.
  -  Médaille d'argent aux massues.
  -  Médaille de bronze au concours général individuel.

### Jeux mondiaux
- Wrocław 2017
  -  Médaille d'or aux massues.
  -  Médaille d'argent au ballon.
  -  Médaille d'argent au cerceau.
  -  Médaille d'argent au ruban.

### Jeux européens
- Bakou 2019
  -  Médaille d'or au concours général individuel.
  -  Médaille d'or au cerceau.
  -  Médaille d'or au ruban.
  -  Médaille d'argent aux massues.
  -  Médaille d'argent au ballon.